# Protarchus bolbogaster
Protarchus bolbogaster är en stekelart som beskrevs av Leblanc 1999. Protarchus bolbogaster ingår i släktet Protarchus och familjen brokparasitsteklar. Inga underarter finns listade i Catalogue of Life.